# Mutación sin sentido
En genética, una mutación sin sentido (nonsense) es un tipo de mutación puntual en una secuencia de ADN que provoca la aparición de un codón de terminación prematuro, llamado también codón sinsentido

## Un ejemplo simple
```
     ADN: 5' - ATG ACT CAC 
CGA
 GCG CGA AGC TGA - 3'
          3' - TAC TGA GTG 
GCT
 CGC GCT TCG ACT - 5'
    ARNm: 5' - AUG ACU CAC CGA GCG CGA AGC UGA - 3'
Proteína:      
Met
 
Thr
 
His
 
Arg
 
Ala
 
Arg
 
Ser
 Stop (codón de terminación)
```

Supóngase que se introduce una mutación en el cuarto triplete en la secuencia de ADN (CGA), provocando que la citosina sea reemplazada por una timina, conduciendo a la aparición de un codón (TGA) en la secuencia de ADN. Ya que al ser transcripto el codón TGA se convierte en UGA, el transcripto resultante y el producto proteico serían:
```
     ADN: 5' - ATG ACT CAC 
TGA
 GCG CGA AGC TGA - 3'
          3' - TAC TGA GTG 
ACT
 CGC GCT TCG ACT - 5'
    ARNm: 5' - AUG ACU CAC 
UGA
 GCG CGU AGC UGA - 3'
Proteína:      
Met
 
Thr
 
His
 Stop
```

Los restantes codones del ARNm no son traducidos a aminoácidos debido a que el codón de terminación prematuro produce la liberación del producto proteico, y el desarme del complejo ribosomal. Esto provoca la aparición de una proteína truncada, que muchas veces es incapaz de cumplir las funciones de la proteína normal.

## Degradación de ARNm mediada por secuencias sin sentido
A pesar de la tendencia que sería esperable de aquellas secuencias de ARNm con codones de terminación prematuros produjeran con frecuencia productos polipeptídicos truncados, en realidad esto no ocurre con frecuencia in vivo. Muchos organismos, incluyendo a humanos y especies inferiores tales como las levaduras emplean un mecanismo de degradación de ARNm mediada por secuencias sin sentido, el cual degrada aquellos ARNm que contienen mutaciones sin sentido antes de que sean traducidas a proteínas no funcionales.

## Patologías asociadas con mutaciones sin sentido

Una selección de mutaciones notables, organizadas en una tabla de código genético estándar. Las mutaciones sin sentido están marcadas por flechas rojas.

Las mutaciones sin sentido pueden causar una enfermedad genética al dañar el gen responsable de la producción de una proteína determinada, por ejemplo la distrofina en la distrofia muscular de Duchenne. Sin embargo, la misma enfermedad (el mismo fenotipo) puede ser causado por otros tipos de daño en el mismo gen. Entre las enfermedades que se sabe que puede haber mutaciones sin sentido implicadas se encuentran:
- Fibrosis quística (causada por la mutación G542X en el gen regulador de conductancia transmembrana de la fibrosis quística).

- Distrofia muscular de Duchenne (distrofina)

- Beta talasemia (β-globina)

- Síndrome de Hurler

Una droga experimental conocida como PTC124 podría ser útil en el tratamiento de algunos casos de estas enfermedades arriba mencionadas (esto es, en los casos provocados por mutaciones sin sentido). La PTC124 fue fichada para entrar en las fases finales de ensayo clínico en 2007.

## Causas de la mutación sin sentido
Las mutaciones sin sentido son alteraciones genéticas en las que un cambio en la secuencia del ADN introduce un codón de parada prematuro en la secuencia codificante de un gen, lo que da como resultado la terminación temprana de la síntesis de proteínas y, a menudo, produce una proteína truncada y no funcional. Las causas principales de las mutaciones sin sentido incluyen sustituciones de nucleótidos, en las que un codón sentido se reemplaza por un codón de parada, y la desaminación mediada por metilación, que convierte la citosina en uracilo, lo que provoca cambios de nucleótidos. Además, las mutaciones sin sentido pueden desencadenar una desintegración del ARNm (NMD) mediada por sin sentido, que degrada el ARNm defectuoso para evitar la producción de proteínas truncadas. 
La omisión de exones y la interrupción de los potenciadores del empalme exónico durante el empalme previo al ARNm también pueden deberse a mutaciones sin sentido, que afectan la estabilidad y función del ARNm. El impacto de estas mutaciones puede variar según el gen, y los efectos sobre los genes supresores de tumores y los oncogenes difieren en sus implicaciones para la enfermedad. La ubicación de la mutación dentro de un gen puede influir en la gravedad del fenotipo y las mutaciones de novo pueden provocar síndromes genéticos con características clínicas únicas. Comprender estos mecanismos es esencial para desarrollar terapias dirigidas, como medicamentos que tienen como objetivo evitar los codones de parada prematuros y restaurar la función de las proteínas.